# 1961 год в изобразительном искусстве СССР
1961 год был отмечен рядом событий, оставивших заметный след в истории советского изобразительного искусства.

## События
- Ленинские премии в области литературы и искусства за 1961 год присуждены художникам Мартиросу Сарьяну (за цикл картин «Моя Родина») и Борису Пророкову за серию рисунков «Это не должно повториться»[1].
- 4 октября — в Грозном открылся Музей изобразительных искусств. Фонды музея насчитывали 764 экспоната; к 1965 году их число увеличилось втрое[2].
- 29 октября — в Москве на Театральной площади открыт памятник Карлу Марксу (скульптор Лев Кербель, архитекторы Р. А. Бегунц, Н. А. Ковальчук, В. Г. Макаревич и В. М. Моргулис). В 1962 году Лев Кербель за создание памятника удостоился Ленинской премии[3].
- В Ленинграде на Песочной набережной построен «Дом художников». В 5-этажном здании разместились 50 квартир и 100 скульптурных и живописных мастерских. В 1960-х — 1980-х годах здесь жили и работали многие мастера изобразительного искусства Ленинграда, в том числе Михаил Аникушин, Пётр Бучкин, Алексей Еремин, Ирина Балдина, Михаил Канеев, Марина Козловская, Борис Корнеев, Александр Коровяков, Елена Костенко, Дмитрий Маевский, Михаил Натаревич, Самуил Невельштейн, Владимир Овчинников, Сергей Осипов, Иван Савенко, Александр Семёнов, Арсений Семёнов, Николай Тимков, Михаил Труфанов.

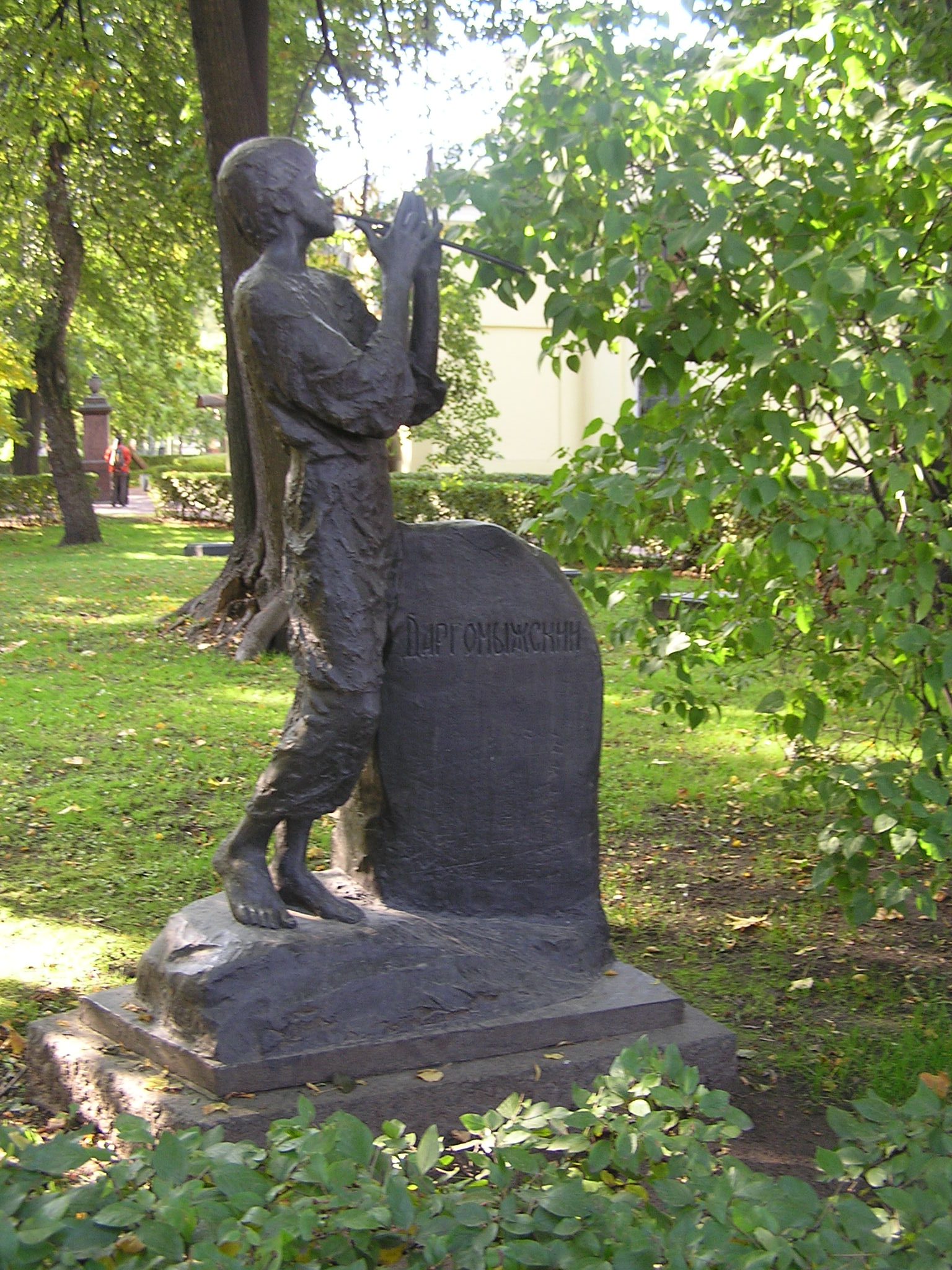
А. И. Хаустов. Памятник на могиле композитора А. С. Даргомыжского

- В Ленинграде в Некрополе мастеров искусств на территории Александро-Невской лавры открыт памятник на могиле композитора А. С. Даргомыжского (1813—1869). Автор памятника скульптор Андрей Хаустов.

### Выставки
- «Выставка советского искусства» показана в Пекине и Шанхае (КНР).
- В Свердловске открылась выставки произведений живописи и графики народного художника РСФСР Юрия Непринцева[4].

#### Москва
- В Третьяковской галерее открылась выставка, приуроченная к 100-летию со дня рождения Андрея Рябушкина[5].
- В Манеже открылась выставка «Искусство — в быт», организованная Министерством культуры СССР, Союзом художников и Союзом архитекторов СССР. На выставке было представлено 9 тысяч экспонатов. Количество посетителей составило сотни тысяч человек[6]. Выставка была заснята Центральной студией документальных фильмов[7][8].
- 16 октября — открылась Всесоюзная художественная выставка, приуроченная к XXII съезду КПСС (17—31 октября 1961 года). За три месяца работы на выставке побывали 300 тысяч посетителей[9][10][11].

#### Ленинград

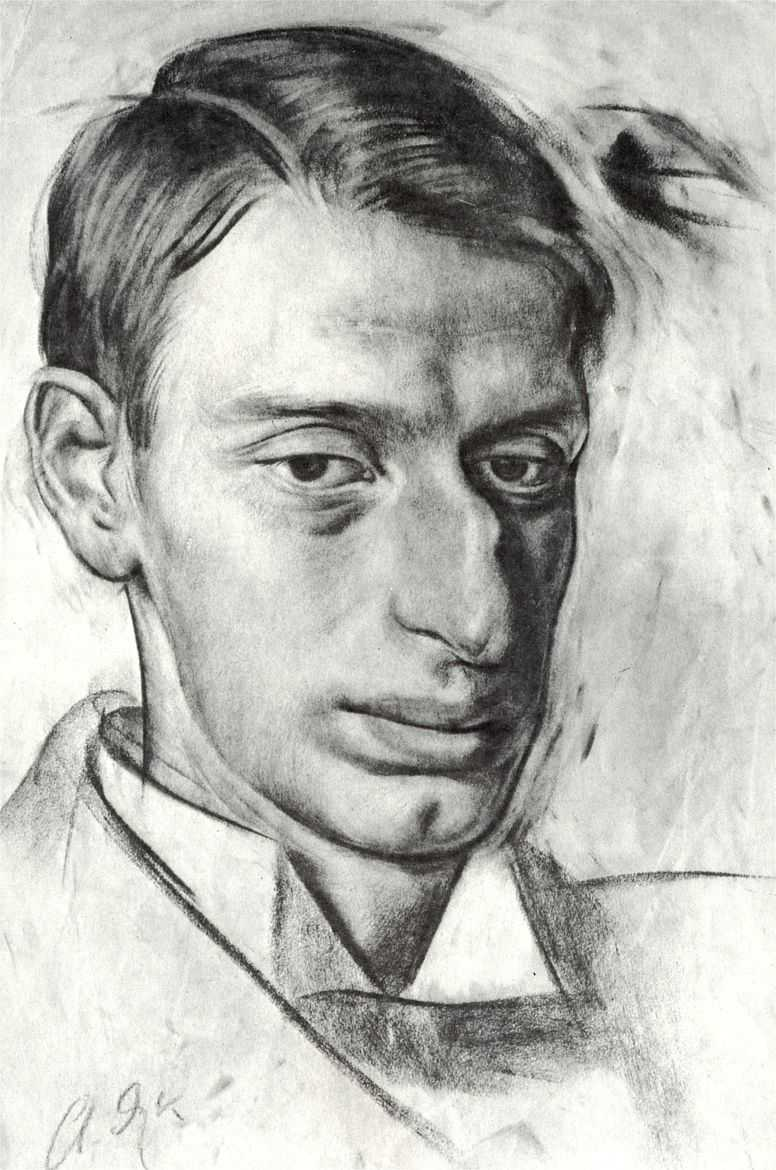
Александр Яковлев. Портрет Николая Радлова

- В Русском музее открылась выставка, приуроченная к 100-летию со дня рождения Андрея Рябушкина[5].
- 12 ноября — в Русском музее открылась выставка произведений Юрия Пименова, на которой было представлено около 250 работ художника[12].
- В залах Музея Академии художеств открылась выставка графики Георгия Верейского[13].
- В залах Ленинградского отделения Союза художников РСФСР открылась выставка произведений ленинградских художников по материалам зарубежных поездок с участием Петра Белоусова, Дмитрия Беляева, Крума Джакова, Вячеслава Загонека, Михаила Канеева, Бориса Лавренко, Юрия Непринцева, Ярослава Николаева, Глеба Савинова, Юрия Тулина, Бориса Угарова и других ленинградских художников. К выставке был издан подробный каталог работ[14][15].
- В залах Ленинградского отделения Союза художников РСФСР прошли выставки произведений Юрия Подляского[16], Петра Бучкина[17], графики Николая Радлова[18] и набросков художника Николая Тырсы (1887—1942)[18].
- 13 сентября — в залах Государственного Русского музея открылась Выставка произведений ленинградских художников к XXII съезду КПСС с участием Павла Аба, Ивана Абрамова, Николая Абрамова, Елены Аладжаловой, Петра Альберти, Владимира Андреева, Ивана Андреева, Николая Андрецова, Евгении Антиповой, Таисии Афониной, Николая Бабасюка, Сергея Бабкова, Всеволода Баженова, Леонида Байкова, Ирины Балдиной, Николая Баскакова, Виктории Белаковской, Юрия Белова, Петра Белоусова, Дмитрия Беляева, Ольги Богаевской, Льва Богомольца, Николая Брандта, Ирины Бройдо, Сергея Бузулукова, Петра Бучкина, Златы Бызовой, Ивана Варичева, Анатолия Васильева, Петра Васильева, Валерия Ватенина, Александра Ведерникова, Василия Викулова, Эдварда Выржиковского, Николая Галахова, Якова Голубева, Елены Гороховой, Михаила Грачёва, Абрама Грушко, Александра Гуляева, Кирилла Гущина, Марии Давидсон, Александра Дашкевича, Крума Джакова, Алексея Еремина, Юрия Ершова, Николая Есалова, Александра Ефимова, Екатерины Ефимовой, Василия Жаворонкова, Михаила Железнова, Вячеслава Загонека, Сергея Захарова, Марии Зубреевой, Нины Ивановой, Елены Ивановой-Эберлинг, Леонида Кабачека, Михаила Канеева, Рудольфа Карклина, Генриха Кильпе, Марии Клещар-Самохваловой, Михаила Козелла, Энгельса Козлова, Марины Козловской, Михаила Конова, Татьяны Копниной, Майи Копытцевой, Бориса Корнеева, Александра Коровякова, Елены Костенко, Анны Костровой, Бориса Котика, Геворка Котьянца, Андрея Кочеткова, Ярослава Крестовского, Бориса Лавренко, Ивана Лавского, Валерии Лариной, Сергея Ласточкина, Александры Левушиной, Олега Ломакина, Веры Любимовой, Ефима Ляцкого, Дмитрия Маевского, Владимира Малевского, Бориса Малуева, Евгения Мальцева, Гавриила Малыша, Никиты Медовикова, Шаи Меламуда, Лидии Миловой, Алексея Можаева, Евсея Моисеенко, Константина Молтенинова, Николая Мухо, Веры Назиной, Михаила Натаревича, Самуила Невельштейна, Анатолия Ненартовича, Юрия Непринцева, Ярослава Николаева, Дмитрия Обозненко, Владимира Овчинникова, Льва Овчинникова, Виктора Орешникова, Сергея Осипова, Филарета Пакуна, Пен Варлена, Бориса Петрова, Всеволода Петрова-Маслакова, Николая Позднеева, Степана Привиденцева, Виктора Прошкина, Владимира Прошкина, Петра Пуко, Александра Пушнина, Игоря Раздрогина, Эриха Ребане, Людмилы Рончевской, Марии Рудницкой, Галины Румянцевой, Льва Русова, Николая Рутковского, Ивана Савенко, Глеба Савинова, Владимира Саксона, Виктора Саморезова, Александра Самохвалова, Владимира Селезнёва, Александра Семёнова, Арсения Семёнова, Игоря Скоробогатова, Владимира Скрябина, Елены Скуинь, Галины Смирновой, Александра Соколова, Ивана Сорокина, Игоря Суворова, Георгия Татарникова, Виктора Тетерина, Николая Тимкова, Леонида Ткаченко, Владимира Токарева, Михаила Труфанова, Юрия Тулина, Бориса Угарова, Павла Уткина, Дмитрия Филиппова, Леонида Фокина, Владимира Френца, Лидии Фроловой-Багреевой, Бориса Харченко, Юрия Шаблыкина, Бориса Шаманова, Лидии Шарлемань, Александра Шмидта, Надежды Штейнмиллер, Соломона Эпштейна, Лазаря Язгура, Галины Яхонтовой и других художников[19][20]

## Деятели искусства

### Скончались
- 25 января — Надежда Удальцова, живописец (род. в 1886).
- 3 августа — Павел Соколов-Скаля, живописец и график, народный художник РСФСР, действительный член Академии художеств СССР, дважды лауреат Сталинской премии (род. в 1899).
- 28 сентября — Георгий Траугот, живописец, график и педагог (род. в 1903).